# Seznam náboženských staveb v Brně

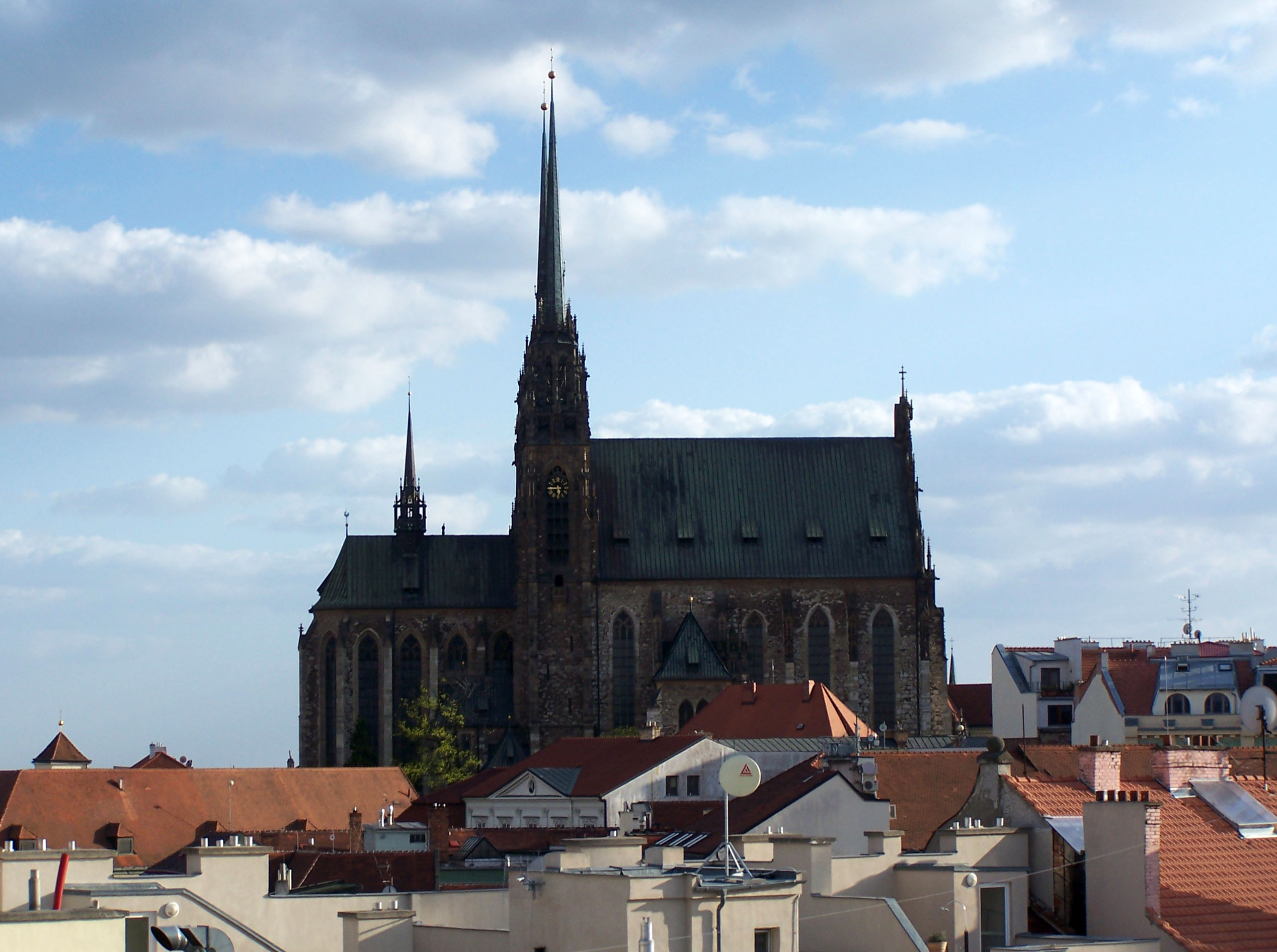
Katedrála svatého Petra a Pavla, národní kulturní památka a dominanta města Brna

Následující seznam náboženských staveb v Brně zahrnuje vybrané kostely, kláštery, větší kaple a vybrané stavby náboženského původu, které se nacházejí či v minulosti nacházely na území dnešního města Brna. Z drtivé většiny se jedná o stavby křesťanské, přesněji římskokatolické.

## Jiné stavby církevního původu
- Biskupský dvůr při katedrále sv. Petra a Pavla na Petrově
- Biskupské gymnázium Brno
- Duchovní centrum Církve Ježíše Krista Svatých posledních dnů - Sochorova ul.
- Duchovní centrum P. Martina Středy a blahoslavené Marie Restituty - Nezvalova ul.[1]

## Stavby nekřesťanských náboženství
- brněnská mešita – ul. Vídeňská
- synagoga Agudas achim – ul. Skořepka
- zaniklé synagogy:
  - Velká synagoga – ul. Spálená
  - Polský templ – ul. Křenová
  - Nová synagoga – ul. Ponávka